# The Solo Collection
The Solo Collection is een 12-delige verzamelbox van Freddie Mercury (Queen).

## Beschrijving
De box bevat materiaal van Mercury van voordat hij van Queen deel uitmaakte, tot en met 1993. Naast de singles en albums zitten er ook instrumentale nummers, zeldzame opnamen, interviews en twee dvd's in deze box. De ene dvd bevat alle videoclips en de andere is een documentaire over Mercury's leven.

## Tracklist

### Cd 1:Mr. Bad Guy(1985)
1. "Let's Turn It On" – 3:42
2. "Made in Heaven" – 4:05
3. "I Was Born to Love You" – 3:38
4. "Foolin' Around" – 3:29
5. "Your Kind of Lover" – 3:32
6. "Mr. Bad Guy" – 4:09
7. "Man Made Paradise" – 4:08
8. "There Must Be More to Life Than This" – 3:00
9. "Living on My Own" – 3:23
10. "My Love Is Dangerous" – 3:42
11. "Love Me Like There's No Tomorrow" – 3:46

### Cd 2:Barcelona(1988)
1. "Barcelona" – 5:39
2. "La Japonaise" – 4:48
3. "The Fallen Priest" – 5:45
4. "Ensueño" – 4:21
5. "The Golden Boy" – 6:03
6. "Guide Me Home" – 2:49
7. "How Can I Go On" – 3:50
8. "Overture Piccante" – 6:39

### Cd 3:The Freddie Mercury Album(1992)
1. "The Great Pretender (Brian Malouf Mix)" – 3:39
2. "Foolin' Around (Steve Brown Mix)" – 3:35
3. "Time (Nile Rodgers Mix)" – 3:49
4. "Your Kind of Lover (Steve Brown Mix)" – 3:59
5. "Exercises in Free Love" – 3:56
6. "In My Defence (Ron Nevison Mix)" – 3:51
7. "Mr. Bad Guy (Brian Malouf Mix)" – 4:00
8. "Let's Turn It On (Jeff Lord-Alge Mix)" – 3:45
9. "Living on My Own (Julian Raymond Mix)" – 3:38
10. "My Love Is Dangerous (Jeff Lord-Alge Mix)" – 3:40
11. "Love Kills (Richard Wolf Mix)" – 3:28

### Cd 4:The Singles 1973 - 1985
1. "I Can Hear Music" (als Larry Lurex, 1973) – 3:29
2. "Goin' Back" (als Larry Lurex, B-kant, 1973) – 3:34
3. "Love Kills" (1984) – 4:31
4. "Love Kills" (1984) – 5:22
5. "I Was Born to Love You" (lange versie, 1985) – 7:05
6. "Stop All the Fighting" (niet op album verschenen, B-kant, 1985) – 3:19
7. "Stop All the Fighting" (niet op album verschenen, B-kant, lange versie, 1985) – 6:37
8. "Made in Heaven" (lange versie, 1985) (Mercury) – 4:50
9. "She Blows Hot & Cold" (niet op album verschenen, B-kant, 1985) – 3:26
10. "She Blows Hot & Cold" (niet op album verschenen, B-kant, lange versie, 1985) – 5:50
11. "Living on My Own" (lange versie, 1985) - 6:40
12. "My Love Is Dangerous" (lange versie, 1985) – 6:29
13. "Love Me Like There's No Tomorrow" (lange versie, 1985) – 5:32
14. "Let's Turn It On" (lange versie, 1985) – 5:08

### Cd 5:The Singles 1986 - 1993
1. "Time" (lange albumversie, 1986) – 3:58
2. "Time" (lange singleversie, 1986) – 4:37
3. "Time" (instrumentale versie, 1986) – 3:22
4. "In My Defence" (albumversie, 1986) – 3:57
5. "The Great Pretender" (1987) – 3:29
6. "The Great Pretender" (lange versie, 1987) – 5:54
7. "Exercises in Free Love" (niet op album verschenen, B-kant, 1987) – 3:59
8. "Barcelona" (1987) – 4:27
9. "Barcelona" (lange albumversie, 1987) – 7:07
10. "How Can I Go On" (1989) – 4:02
11. "Living on My Own" (No More Brothers Extended Mix, 1993) – 5:16
12. "Living on My Own" (Radio Mix, 1993) – 3:38
13. "Living on My Own" (Club Mix, 1993) – 4:27
14. "Living on My Own" (Underground Solutions Mix, 1993) – 5:45

### Cd 6:The Instrumentals
1. "Barcelona" – 4:26
2. "La Japonaise" – 4:46
3. "The Fallen Priest" – 5:50
4. "Ensueño" – 4:00
5. "The Golden Boy" – 6:05
6. "Guide Me Home" – 2:38
7. "How Can I Go On" – 3:58
8. "Love Me Like There's No Tomorrow" – 4:03
9. "Made in Heaven" – 4:17
10. "Mr Bad Guy" – 4:14
11. "There Must Be More to Life Than This"– 3:08
12. "In My Defence" – 3:56
13. "The Great Pretender" – 3:26

### Cd 7:The Rarities 1
1. "Let's Turn It On" (a capella) – 3:04
2. "Made in Heaven" (alternatieve versie) – 4:27
3. "I Was Born to Love You" (vocale en pianoversie) – 2:58
4. "Foolin' Around" (vroege versie) – 4:14
5. "Foolin' Around" (12"-mix, niet uitgegeven, 1985) – 5:37
6. "Foolin' Around" (instrumentaal) – 3:40
7. "Your Kind of Lover" (vroege versie) – 4:47
8. "Your Kind of Lover" (vocale en pianoversie) – 3:38
9. "Mr Bad Guy" (orkest-outtakes) – 0:35
10. "Mr Bad Guy" (vroege versie) – 3:29
11. "There Must Be More to Life Than This" (piano-outtakes) – 2:48
12. "Living on My Own" (bewerkte versie) – 4:29
13. "My Love Is Dangerous" (vroege versie) – 2:12
14. "Love Me Like There's No Tomorrow" (vroege versie) – 2:18
15. "Love Me Like There's No Tomorrow" (2e vroege versie) – 1:03
16. "Love Me Like There's No Tomorrow" (3e vroege versie) – 3:26
17. "Love Me Like There's No Tomorrow" (live-versie) (Mercury) – 4:22
18. "She Blows Hot & Cold" (alternatieve versie met Brian May) – 4:36
19. "Gazelle" (demo) – 1:20
20. "Money Can't Buy Happiness" (demo) – 2:37
21. "Love Makin' Love" (demo) – 3:35
22. "God Is Heavy" (demo) – 1:22
23. "New York" (demo) – 2:12

### Cd 8:The Rarities 2
1. "The Duet" (The Fallen Priest) (deel van de Garden Lodge-tape) – 3:04
2. "Idea" (Barcelona) (deel van de Garden Lodge-tape) – 1:12
3. "Idea" (Barcelona) (2e deel van de Garden Lodge-tape) – 1:04
4. "Barcelona" (vroege versie, Mercury's zangdemo) – 4:21
5. "Barcelona" (Mercury's vocale deel) – 4:31
6. "Barcelona" (late versie: Mercury's zang) – 4:26
7. "La Japonaise" (vroege versie: Mercury's zang) – 4:41
8. "La Japonaise" (a capella) – 4:17
9. "Rachmaninov's Revenge" (The Fallen Priest) (vroege versie) – 4:46
10. "Rachmaninov's Revenge" (The Fallen Priest) (late versie: Mercury's zangdemo) – 5:51
11. "Ensueño" (live-delen van Montserrat Caballé) – 5:36
12. "The Golden Boy" (vroege versie: Mercury's zangdemo) – 3:54
13. "The Golden Boy" (2e vroege versie) (Mercury/Moran/Rice) – 2:56
14. "The Golden Boy" (a capella met gospelkoor) – 5:12
15. "Guide Me Home" / "How Can I Go On" (alternatieve versies) – 6:54
16. "How Can I Go On" (outtake) – 1:31
17. "How Can I Go On" (alternatieve pianoversie) – 3:45
18. "When This Old Tired Body Wants to Sing" (Late Night Jam) – 2:42

### Cd 9:The Rarities 3
1. "Rain" (oorspr. van The Beatles, Ibex, live, 1969) – 3:51
2. "Green" (oorspr. van Wreckage, Rehearsal, 1969) – 3:15
3. "The Man from Manhattan" (met Eddie Howell, 1976) – 3:22
4. "Love Is The Hero" (met Billy Squier: 12"-versie, 1986) – 5:22
5. "Lady with a Tenor Sax" (met Billy Squier: Work in progress, 1986) – 4:02
6. "Hold On" (duet met Jo Dare, 1986) – 3:38
7. "Heaven for Everyone" (The Cross-versie: Mercury's zang, 1988) – 4:48
8. "Love Kills" (rockmix) – 4:27
9. "Love Kills" (instrumentaal) – 4:26
10. "The Great Pretender" (originele demo) – 3:04
11. "Holding On" (demo) – 4:12
12. "It's So You" (demo) – 2:40
13. "I Can't Dance / Keep Smilin"' (demo) – 3:43
14. "Horns of Doom" (demo) – 4:16
15. "Yellow Breezes" (demo) – 5:25
16. "Have a Nice Day" (bericht voor de fanclub) – 0:45

### Cd10:The David Wigg Interviews
1. "1979, Londen" (Crazy Tour) – 8:11
2. "1984, München" (The Works Tour) – 11:27
3. "1984, München" (over de solocarrière) – 7:37
4. "1985, Wembley, Londen" (Live Aid) – 6:45
5. "1986, Londen" (Magic Tour) – 10:35
6. "1987, Ibiza" (Mercury's 41e verjaardag) – 9:56
7. "1987, Ibiza" (41e verjaardag deel 2, Montserrat Caballé) – 8:21
8. "1987, Ibiza" (41e verjaardag deel 3, The Great Pretender) – 10:26

### Dvd 1:The Video Collection
1. "Barcelona" (live)
2. "The Great Pretender"
3. "I Was Born to Love You"
4. "Time"
5. "How Can I Go On"
6. "Made in Heaven"
7. "Living on My Own"
8. "The Golden Boy"
9. "The Great Pretender" (lange versie)
10. "Barcelona"
11. "In My Defence" (re-edit, 2000)
12. "Guide Me Home"

### Dvd 2:The Untold Story
1. "Spice Island Dawn"
2. "Strange Discipline"
3. "Culture Shock"
4. "The Draftsman of Ealing"
5. "Musical Awakenings"
6. "Love of My Life"
7. "Bacchus and Aphrodite"
8. "Butterflies and Peacocks"
9. "A Day at the Opera"
10. "My Kind of Towns"
11. "Last Days"